# Afroplitis dasychiroides
Afroplitis dasychiroides är en fjärilsart som beskrevs av Rothschild 1917. Afroplitis dasychiroides ingår i släktet Afroplitis och familjen tandspinnare. Inga underarter finns listade i Catalogue of Life.